# 75e régiment de rangers (États-Unis)
Pour les articles homonymes, voir 75e régiment.
Le 75e régiment de rangers (en anglais : 75th Ranger Regiment) est l'une des forces spéciales de l’US Army.
Seule unité de rangers existant actuellement dans les Forces armées des États-Unis, ce régiment constitue une unité d'infanterie légère d'élite dédiée aux opérations spéciales qui est flexible, très entraînée et rapidement déployable.

## Historique
Pour un article plus général, voir United States Army Rangers.
Le terme de « ranger » est utilisé aux États-Unis depuis le XVIIe siècle pour désigner des unités d'infanterie. Ces unités ont été alternativement au cours de leur histoire, des unités de ligne ou des unités de raid derrière les lignes adverses (ainsi que, pendant la guerre du Viêt Nam, des unités de reconnaissance organiques aux grandes unités). C'est aussi depuis 1950 le nom d'une école d'aguerrissement, la Ranger School, dont le cursus n'est cependant pas lié aux unités Ranger.

### Les bataillonsrangers
À la suite de la guerre du Kippour, les officiers supérieurs de l'US Army perçurent le besoin d'une unité pouvant être déployée rapidement n'importe où dans le monde. Une des conséquences fut que le chef d'état-major de l'US Army, le général Creighton Abrams, ordonna la création d'un bataillon ranger. Par ailleurs, implicitement, ces rangers devaient servir d'exemple pour le reste d'une US Army démoralisée depuis la guerre du Viêt Nam. Les cadres formés dans ces bataillons tournent au cours de leur carrière dans d'autres unités de l'US Army, leur apportant l'expertise qu'ils ont acquise en unité ranger. Le 1st Battalion (Ranger), 75th Infantry Regiment fut créé le 28 janvier 1974 à Fort Benning, et déménagea à Fort Stewart le 1er juillet suivant. Trois mois plus tard, le 1er octobre 1974, le 2nd Battalion (Ranger)  était créé à Fort Lewis. Les bataillons ranger furent impliqués dans les plans d'urgence pour des opérations de contre-terrorisme établis à partir de 1976. Dans les exercices réguliers de ce scénario, les rangers capturaient la zone concernée et parfois menaient l'assaut pour libérer des otages.
Depuis leur création, les rangers ont participé à la plupart des opérations militaires américaines d'envergure. La première fut, en 1980, la participation d'éléments du 1er bataillon aux préparatifs pour tenter de libérer les otages américains en Iran, y compris l'opération Eagle Claw.
Après la crise des otages, le Joint Special Operations Command (JSOC) fut mis sur pieds pour les opérations de contre-terrorisme, et ce commandement avait besoin d'une composante ranger, notamment pour les captures d'aéroports, ce qui rencontra l'opposition de l'US Army pour qui les rangers devaient rester une unité d'infanterie légère. Un compromis fut mis au point, les bataillons alternant entre tâches d'infanterie légère et entraînements aux opérations spéciales avec le JSOC. Le FORSCOM finance les frais normaux des rangers en tant qu'unité d'infanterie légère, tandis que d'autres budgets paient leurs dépenses spéciales. Par ailleurs, les bataillons de rangers constituent un vivier de jeunes soldats d'élite où recrutent les forces « véritablement » spéciales comme les Special Forces ou la Delta Force. En 2006, on estimait qu'environ 70% de la Delta Force étaient d'anciens rangers. Enfin, les officiers ranger constituent une part importante du personnel du JSOC.
En 1983, les deux bataillons ranger participèrent à l'invasion de la Grenade. Le premier jour de l'invasion, le 26 octobre, les deux bataillons sont parachutés sur l'aéroport de Point Salines. Ils connaissent certains des combats les plus importants de l'invasion contre des Cubains pour sécuriser la zone de l'aéroport et atteindre le campus de True Blue. Le lendemain, un assaut héliporté est monté pour prendre le campus de Grand Anse avec des rangers emmenés par des hélicoptères des marines. Le 27 octobre, des rangers prennent d'assaut la caserne de Calivigny.

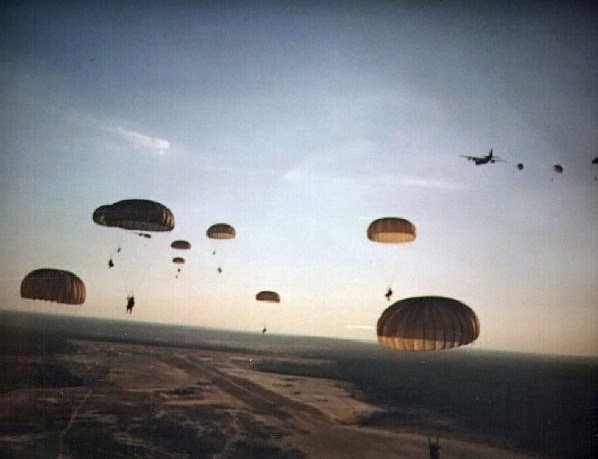
Des rangers du 75e régiment parachutés sur la Grenade en 1983.

### Le75erégiment derangers
Le 3 octobre 1984, le 3rd Ranger Battalion et le quartier-général régimentaire étaient activés à Fort Benning. Le 17 avril 1986, le régiment fut renommé 75th Ranger Regiment et reçut l'autorisation de tracer sa généalogie officielle des unités de rangers ayant existé depuis les « rangers de Darby » (qui faisaient jusqu'alors partie de la généalogie officielle des Special Forces).
Les 4th, 5th et 6th Ranger Battalions furent également réactivés par la suite, formant la Ranger Training Brigade encadrant la Ranger School. Ces bataillons font partie de l'école du Training and Doctrine Command (TRADOC) de l'US Army, et ne font pas partie du 75e régiment de rangers.
En 1989, le 75e régiment au complet participe à l'invasion du Panama. A l'heure H, son 1er bataillon est parachuté sur le complexe formé par l'aéroport international Omar-Torrijos et l'aéroport militaire de Tocumen, tandis que les 2e et 3e sautent sur l'aérodrome de Rio Hato. Après la phase initiale, d'autres missions s'ensuivent pour les rangers, assurant la sécurité de l'ambassade des États-Unis, obtenant la reddition de troupes panaméennes et stabilisant des secteurs de la capitale.
Pendant la guerre du Golfe, une compagnie renforcée du 1er bataillon est déployée tardivement en soutien aux forces spéciales chassant les missiles Scud en Irak. Elle n'effectuera qu'une mission, la capture et la destruction d'une tour de communications, dans les derniers jours du conflit.
Les rangers ont ensuite participé à l'opération Gothic Serpent en Somalie qui s'acheva par les combats de Mogadiscio des 3 et 4 octobre 1993 au cours desquels six rangers furent tués.

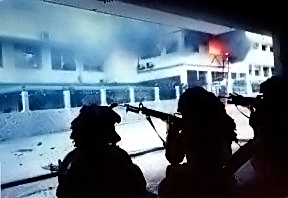
Rangers durant l'opération Just Cause au Panama en 1989.
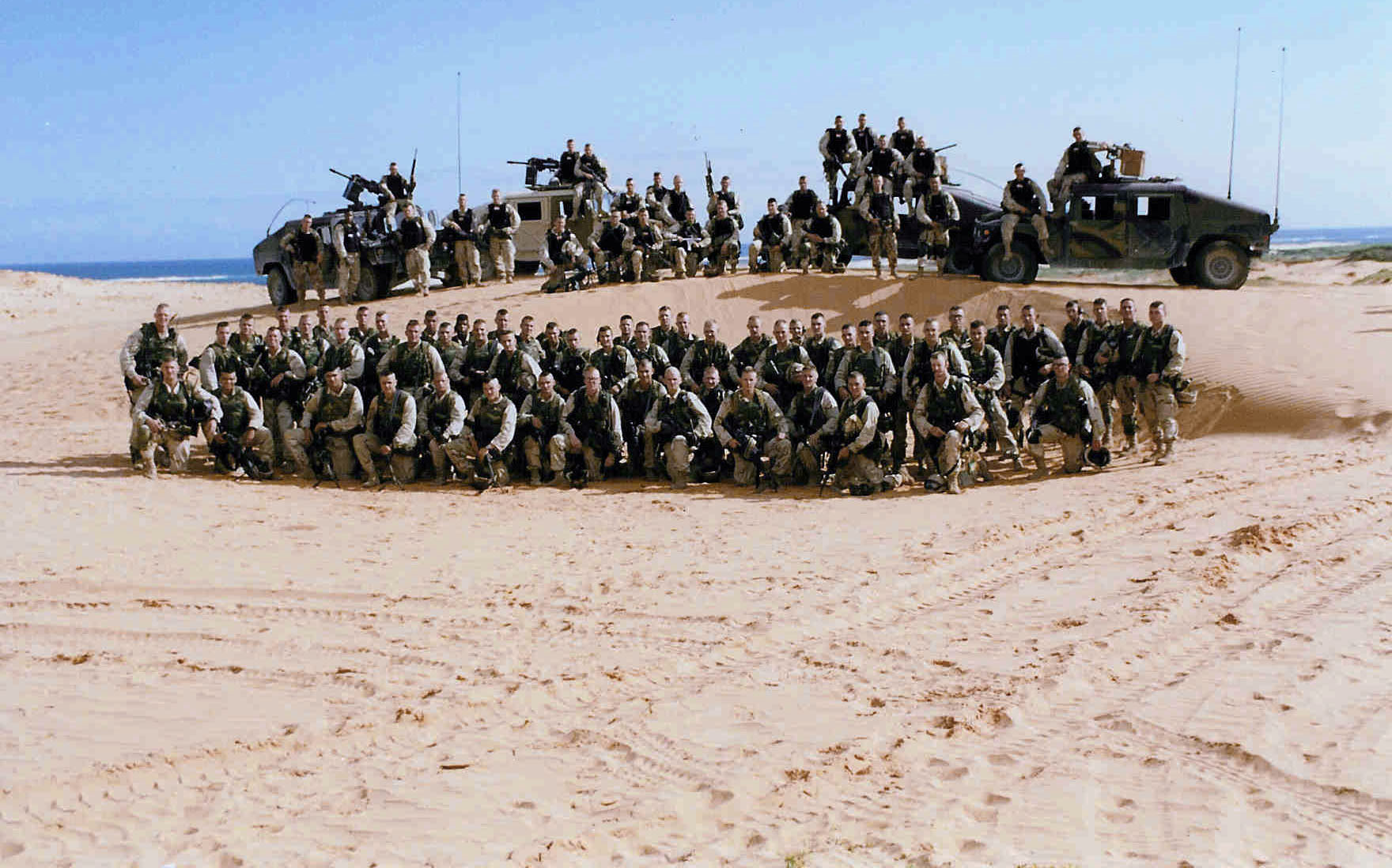
La compagnie Bravo du 3e bataillon, 75e régiment de rangers en Somalie en 1993.
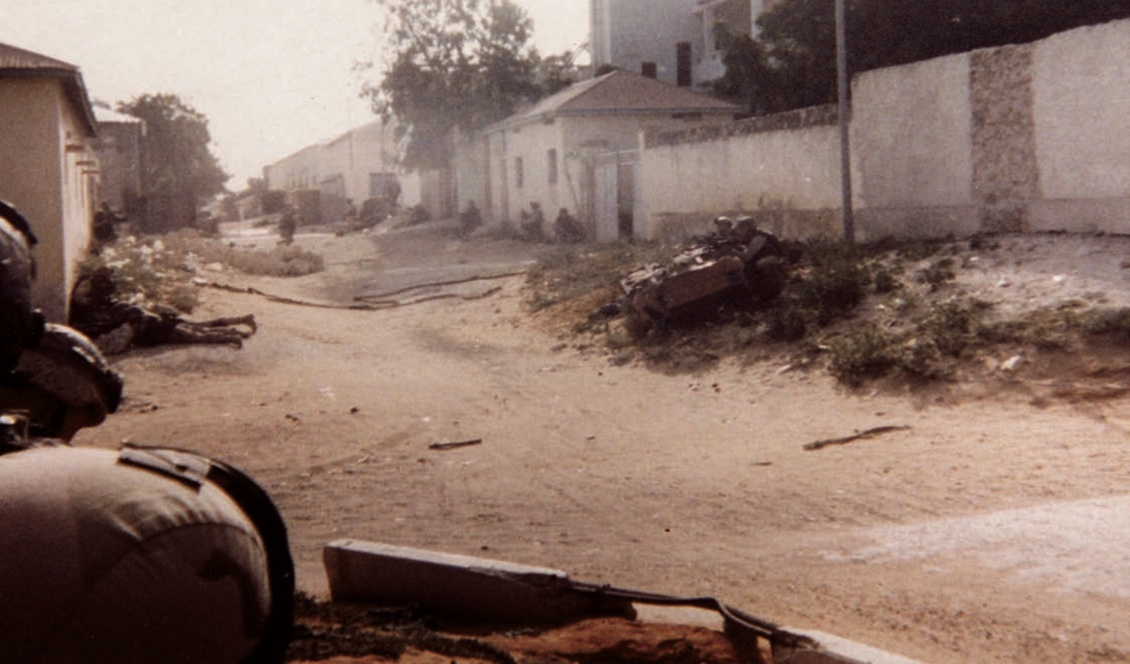
Rangers au combat, 3 octobre 1993.

Après les attentats du 11 septembre 2001, le 75e régiment de rangers a participé à la guerre d'Afghanistan. et à celle d'Irak. Parmi leurs opérations les plus connues, il y a le raid sur l'objectif Rhino, les combats du Takur Ghar, ou la récupération de Marcus Luttrell.
Pour l'auteur Sean Naylor, le régiment de rangers est l'unité du JSOC qui a le plus évolué dans les guerres postérieures au 11-Septembre, étant au départ « seulement les gros bras derrière le scalpel des special mission units [Delta Force et SEAL Team Six] pour devenir une organisation qui prenait d'assaut le même type d'objectifs que ces unités. » Les officiers rangers se sont vu confier le commandement de forces opérationnelles du JSOC de plus en plus importantes, jusqu'à commander les forces du JSOC sur un théâtre d'opération, en Afghanistan, en 2009.
Par ailleurs, certains cadres du régiment sont affectés individuellement au programme d'opérations contre-terroristes de la Central Intelligence Agency (CIA) en Afghanistan, dit Omega puis ANSOF.

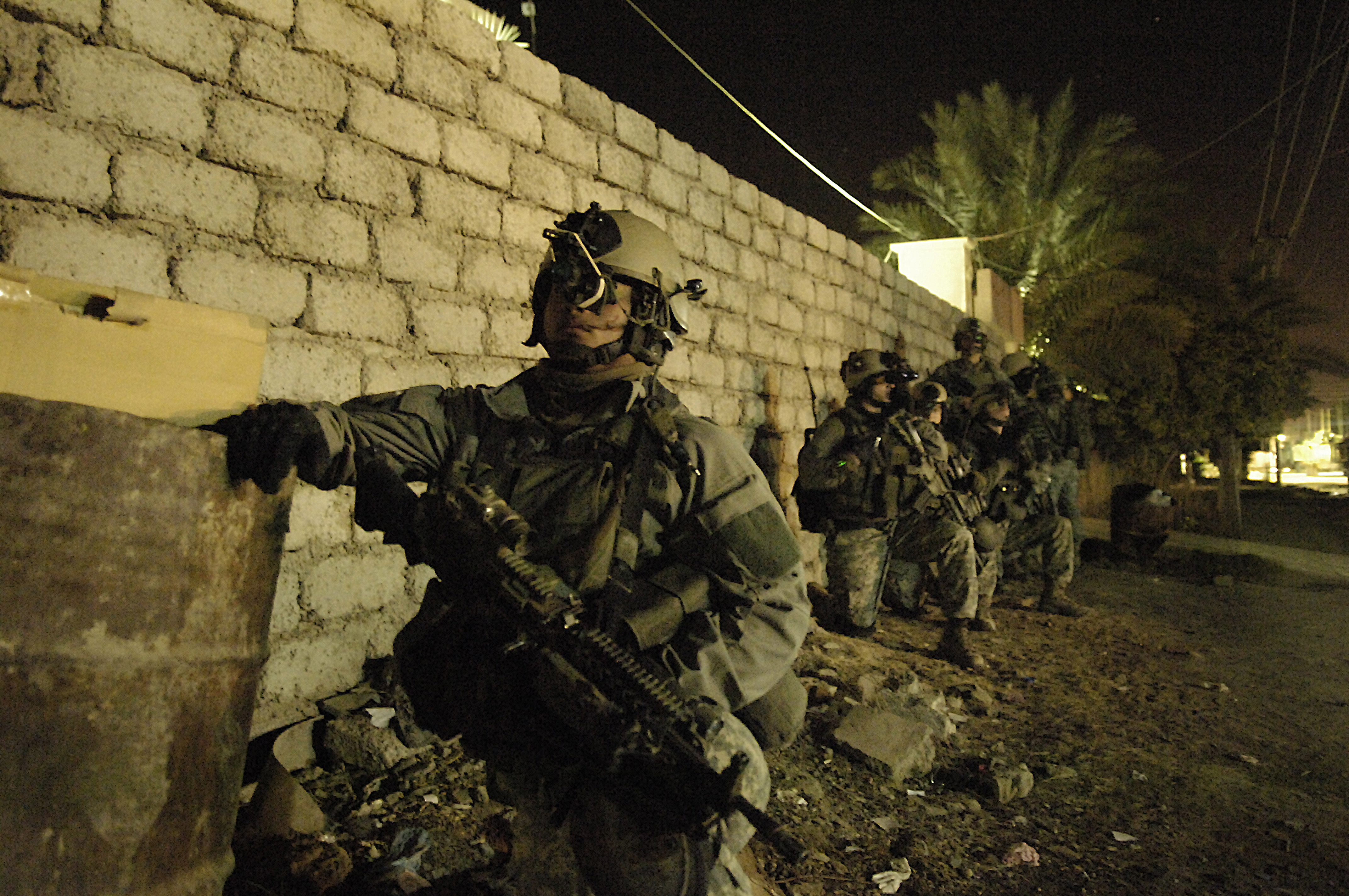
Soldats du 75e régiment de rangers en Irak en 2007.
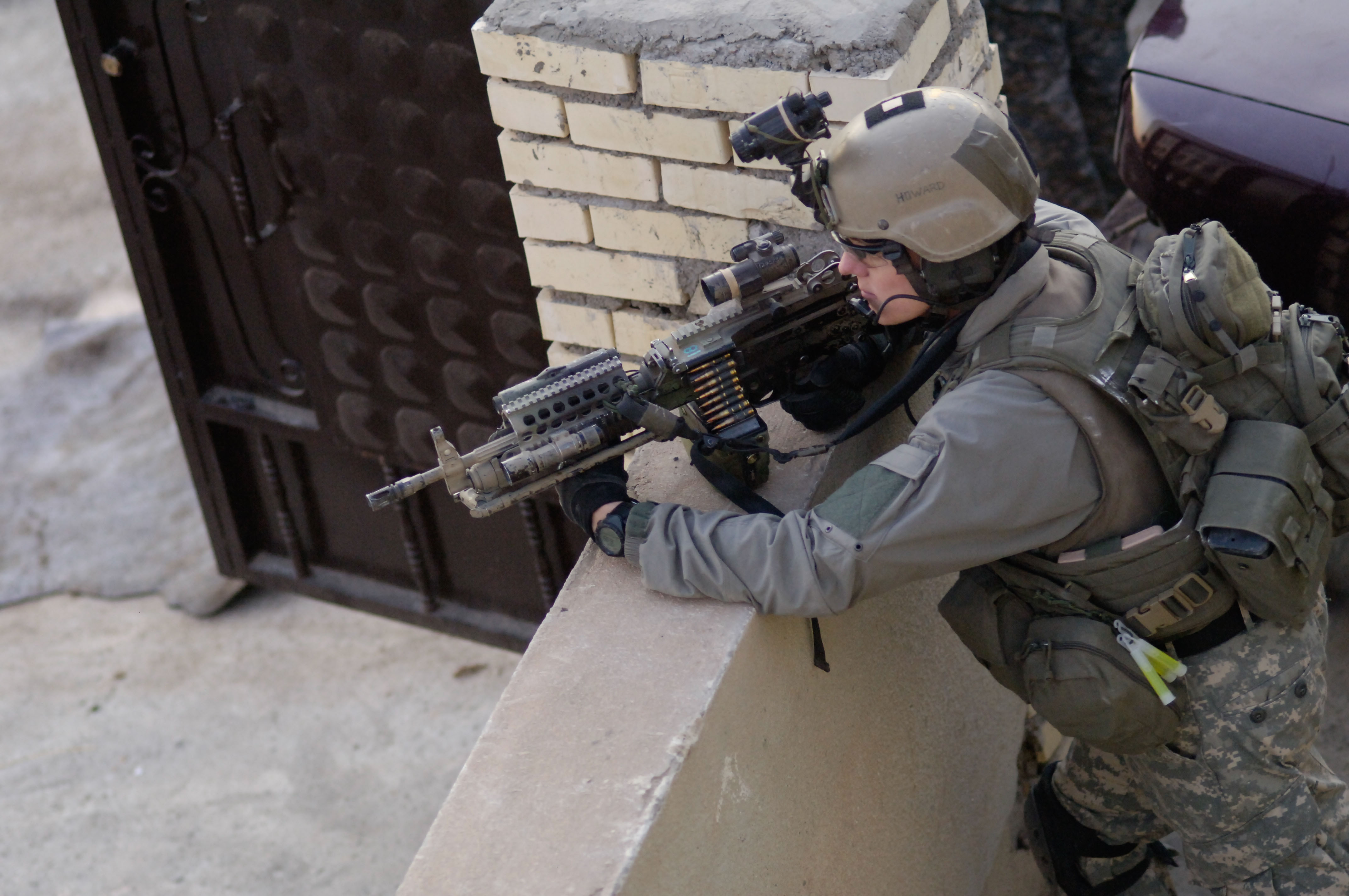
Un ranger en couverture en Irak en 2006.

## Organisation

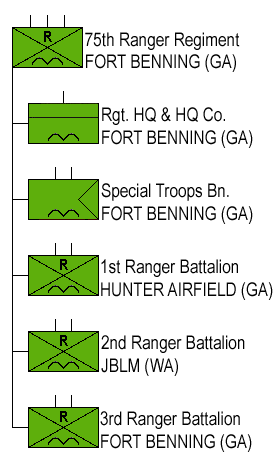
Organigramme du de rangers en 2008.

Insigne d'épaule du 2e bataillon de rangers.

Le 75e régiment de rangers est organisé comme suit :
- Quartier-général régimentaire basé à Fort Benning, en Géorgie
- 1st Battalion, basé à Hunter Army Airfield (dépendant de Fort Stewart), Géorgie
- 2nd Battalion à Joint Base Lewis-McChord (ancien Fort Lewis), dans l'État de Washington
- 3rd Battalion, à Fort Benning
- Regimental Special Troops Battalion (RSTB), à Fort Benning
- Regimental Military Intelligence Battalion (RMIB), à Fort Benning

Chaque bataillon est organisé en quatre rifle companies (compagnies de fusiliers, appelées compagnies A à D), une Ranger Support Company (RSC) (soutien, compagnie E), et une reconnaissance platoon (section de reconnaissance).
Le Ranger Special Troops Battalion regroupe divers soutiens du régiment dont une compagnie de transmissions et la Regimental Reconnaissance Company (compagnie de reconnaissance régimentaire, RRC).

## Formation
En 2021, la formation initiale pour intégrer cette unité se déroule à Fort Benning, et comprend l'entraînement de base du fantassin récemment porté à 22 semaines, l'obtention du brevet parachutiste à l'école aéroportée pendant 3 semaines; puis le Ranger Assessment and Selection Program (RASP) destiné aux hommes du rang et qui dure huit semaines. Le RASP est divisé en deux phases de quatre semaines. La première phase entraîne aux actes élémentaires de combat, ce qui permet aux instructeurs d'évaluer les capacités physiques et psychologiques des candidats. La seconde phase comprend l'apprentissage des tactiques, techniques et procédures avancées relatives au tir, à l'utilisation d'explosifs et la conduite de véhicules en opération.
Le programme d'instruction des officiers et sous-officiers dure trois semaines. Au cours de leurs deux premières années de présence en unité, tous les candidats sont envoyés en stage à la Ranger School.
La classe 03-10 de mars 2010 ayant débuté avec 155 candidats, s'est terminée avec la qualification comme rangers de 56 d'entre eux.

## Devises

### Devise des rangers
Le 6 juin 1944, pendant le débarquement en Normandie, dans le secteur Dog White de la plage Omaha Beach, le général de brigade Norman Cota, assistant du commandant de la 29e division d'infanterie américaine, cherchant à sortir les unités débarquées de la plage, cria aux hommes du 5th Ranger Batallion : What outfit is this ? (« Quelle est cette unité ? »). On lui répondit : 5th Rangers !, ce à quoi Cota répondit : Well, Goddamn it then, Rangers, lead the way ! (« Eh bien, nom de Dieu, Rangers, ouvrez-nous la voie ! »)
Depuis, Rangers lead the way ! (qui dans ce contexte se traduit plutôt par « Les Rangers ouvrent la voie ! ») est la devise officielle des rangers.

### Devise du75erégiment
La devise du 75e régiment est Sua Sponte, qui veut dire en latin « de leur plein gré ». Cette devise reflète le fait que les rangers se sont portés volontaires à trois reprises pour pouvoir intégrer le régiment : d'abord pour s'engager dans l'US Army, ensuite pour être qualifié parachutiste, et enfin pour rejoindre le régiment.

### Serment du ranger
Reconizing that I volunteered as a Ranger, fully knowing the hazards of my chosen profession, I will always endeavor to uphold the prestige, honor, and high esprit de corps of my Ranger Regiment.
Reconnaissant m'être engagé en tant que ranger, en ayant une parfaite connaissance des dangers de ma profession, je m'efforcerai de toujours faire respecter le prestige, l'honneur et l'esprit de corps des rangers.
Acknowledging the fact that a Ranger is a more elite soldier who arrives at the cutting edge of battle by land, sea, or air, I accept the fact that as a Ranger my country expects me to move farther, faster and fight harder than any other soldier.
Je reconnais qu'un ranger est un soldat d'élite qui arrive sur le terrain au moment critique, par voie aérienne, maritime ou terrestre, qui doit donc toujours être plus rapide, se battre plus dur et plus longtemps, que tout autre soldat pour son pays.
Never shall I fail my comrades. I will always keep myself mentally alert, physically strong and morally straight and I will shoulder more than my share of the task whatever it may be. One-hundred-percent and then some.
Je ne dois jamais laisser tomber mes camarades. Je serai toujours à l'affût mentalement, fort physiquement, droit moralement et j'en ferai toujours plus que ma part de travail, quel qu'il soit. A cent pour cent et encore un peu plus.
Gallantly will I show the world that I am a specially selected and well-trained soldier. My courtesy to superior officers, neatness of dress and care of equipment shall set the example for others to follow.
Je montrerais noblement au monde que je suis spécialement sélectionné et un soldat bien entrainé. Ma courtoisie envers mes supérieurs, mon port parfait de l'uniforme et le soin que j'apporte à l'équipement doivent servir d'exemple à suivre aux autres
Energetically will I meet the enemies of my country. I shall defeat them on the field of battle for I am better trained and will fight with all my might. Surrender is not a Ranger word. I will never leave a fallen comrade to fall into the hands of the enemy and under no circumstances will I ever embarrass my country.
J'affronterai les ennemis de mon pays avec ferveur. Je dois les vaincre sur le champ de bataille car je suis mieux entrainé et me battrait avec toutes mes forces. Se rendre n'est pas un mot « ranger ». Je ne laisserai jamais un camarade tombé se trouver entre des mains ennemies, et en aucun cas je ne ferai de tort à mon pays.
Readily will I display the intestinal fortitude required to fight on to the Ranger objective and complete the mission though I be the lone survivor.
Je donnerai tout ce que j'ai pour servir mon pays avec les rangers, pour accomplir ma mission, et même si je devais être l'unique survivant.
Rangers lead the way!
Les rangers ouvrent la voie !

## Dans la culture populaire

### Films et séries télévisées
- Dans la série Bones, l'agent Seeley Booth est un ancien sniper du 75e régiment de Rangers.
- Dans le film La Chute du Faucon Noir de 2001, l'acteur américain Josh Hartnett incarne Matthew Eversmann, staff sergeant au 75e Rangers, dont la section est engagée dans les combats de Mogadiscio en Somalie durant l'opération Gothic Serpent (1993).
- Dans le film L'Agence tous risques de 2010, l'équipe vient du 75e régiment de Rangers.
- Dans la série Chicago PD, Jay Halstead est un policier dans une unité spécialisée mais a servi en Afghanistan en tant que ranger du 75e régiment de rangers.
- Dans Esprits Criminels, l'agent Luke Alves a servi dans la guerre en Irak auprès du 75e régiment de rangers.
- Dans la série 24 Heures : Legacy, Carter est un ex-ranger.
- Dans la série télévisée The Unit: Commando d'élite, Bob Brown est issu des Rangers.
- Dans la série télévisée FBI, l'agent spécial Omar Zidan est un ancien ranger

### Jeux vidéo
Les rangers apparaissent dans la série Call of Duty :
- dans le jeu vidéo Call of Duty: Modern Warfare 2 de 2009, on y incarne le soldat James Ramirez du 75e régiment de rangers ;
- dans Call of Duty: Modern Warfare 3, le 75e régiment de rangers est une faction alliée dans une des missions.

Ils apparaissent également dans la série Medal of Honor :
- dans le Medal of Honor de 2010, plusieurs missions se déroulent du point de vue du 75e régiment de rangers.